# Alameda Gardens
Alameda Gardens är en park i Gibraltar. Alameda Gardens ligger 40 meter över havet.